# Midden-Amerikaans kaalstaartgordeldier
Het Midden-Amerikaans kaalstaartgordeldier (Cabassous centralis)  is een zoogdier uit de familie Chlamyphoridae. De wetenschappelijke naam van de soort werd voor het eerst geldig gepubliceerd door Gerrit Smith Miller Jr. in 1899.

## Kenmerken
Dit dier heeft grote oren, een lange kleverige tong en lange klauwen, waarmee prooien worden opgegraven en holen worden uitgediept. Vooral de middelste klauw aan de voorvoet is sterk vergroot. Bij bedreiging is wat gegrom hoorbaar en graaft het zich in tot alleen het pantser nog zichtbaar is. De lichaamslengte bedraagt 30 tot 40 cm, de staartlengte 13 tot 18 cm en het gewicht 2 tot 3,5 kg.

## Verspreiding
Deze solitaire soort komt voor in de tropische wouden en open habitats van Midden-Amerika tot het noorden van Zuid-Amerika, met name van Mexico tot Colombia en Venezuela.